# Programme de solidarité sociale
Ne doit pas être confondu avec Aide sociale au Québec.
Le Programme de solidarité sociale, créé par le Gouvernement du Québec en 2007, est un ensemble d'allocations et de services qui sont accordées gratuitement aux citoyens canadien, résidents permanents ou réfugiés du Québec qui présentent des contraintes sévères à l'emploi et qui ne peuvent pas subvenir à leurs besoins de base en raison de leur situation financière. 
En février 2015, on comptait 135 080 adultes prestataires du programme de solidarité sociale au Québec.